# El muchacho del pájaro
L'Enfant à l'oiseau
El muchacho del pájaro (« L'Enfant à l'oiseau ») est une peinture réalisée par Francisco de Goya en 1780 et faisant partie de la quatrième série des cartons pour tapisserie destinée à l'antichambre du Prince des Asturies au Palais du Pardo.
Elle est conservée au Musée du Prado aux côtés de L'Enfant de l'arbre, avec laquelle elle partage les mêmes dimensions (262 × 40) ; leur taille réduite fait que les deux œuvres sont étudiées comme un ensemble et non individuellement.

## Contexte de l'œuvre
Tous les tableaux de la quatrième série sont destinés à l'antichambre du Prince des Asturies, c'est-à-dire de celui qui allait devenir Charles IV et de son épouse Marie Louise de Parme, au palais du Pardo. Le tableau fut livré à la Fabrique royale de tapisserie le 24 janvier 1780.
Il fut considéré perdu jusqu'en 1869, lorsque la toile fut découverte dans le sous-sol du Palais royal de Madrid par Gregorio Cruzada Villaamil, et fut remise au musée du Prado en 1870 par les ordonnances du 19 janvier et du 9 février 1870, où elle est exposée dans la salle 91. La toile est citée pour la première fois dans le catalogue du musée du Prado en 1876.
La série était composée de El Ciego de la guitarra, El Columpio, Las Lavanderas, La Novillada, El Resguardo de tabacos, El Muchacho del pájaro et El Niño del árbol, Los Leñadores, El Majo de la guitarra, La Cita, El Médico, El Balancín et deux cartons perdus, El Perro et La Fuente.

## Description du tableau
L'œuvre a été située au-dessus d'une fenêtre ou en angle dans l'antichambre des Princes des Asturies au palais du Pardo. Elle a généralement été ignorée par les critiques.
Un enfant joue dans un arbre avec un chardonneret. La svelte ligne de celui-ci a permis à Goya de donner au tableau un sens de verticalité, ainsi qu'un sens de perspective qui renforce le premier.